# Michael Gordon (compositore)
Michael Gordon (Miami Beach, 20 luglio 1966) è un compositore statunitense.

## Biografia
Nato a Miami Beach e cresciuto in Nicaragua, Gordon tornò negli USA per studiare all'Università Yale. Nel 1987 fondò il festival di musica contemporanea Bang on a Can assieme alla moglie Julia Wolfe e David Lang. Durante gli anni novanta Gordon musicò opere teatrali e collaborò con il videoartista Elliot Caplan. Alcune delle composizioni di Gordon vennero eseguite dagli Icebreaker, l'Ensemble Modern e la Michael Gordon Philharmonic.

## Discografia parziale

### Album in studio
- 1992 – Big Noise from Nicaragua
- 1993 – Ballade Pour Adeline (con l'Orchester Bruno Bertone)
- 1996 – Trance (con gli Icebreaker)
- 1998 – Weather
- 2004 – Light Is Calling
- 2006 – The Carbon Copy Building (con David Lang, Julia Wolfe e Ben Katchor)
- 2007 – Van Gogh (con gli Alarm Will Sound)